# Liste der Biografien/Km
Liste der Biografien |
Portal Biografien |
Personensuche
# |
A |
B |
C |
D |
E |
F |
G |
H |
I |
J |
K |
L |
M |
N |
O |
P |
Q |
R |
S |
T |
U |
V |
W |
X |
Y |
Z |
?
 
Ka |
Kb |
Kc |
Kd |
Ke |
Kf |
Kg |
Kh |
Ki |
Kj |
Kl |
Km |
Kn |
Ko |
Kp |
Kr |
Ks |
Kt |
Ku |
Kv |
Kw |
Ky |
Kx |
Kz
Die Liste der Biografien führt alle Personen auf, die in der deutschsprachigen Wikipedia einen Artikel haben. Dieses ist eine Teilliste mit 38 Einträgen von Personen, deren Namen mit den Buchstaben „Km“ beginnt.

## Km
- KM. Chanda (* 2001), indische Leichtathletin

### Kme
- Kment, Adele (1881–1950), österreichische Schriftstellerin
- Kment, Claudia (* 1958), deutsche Schauspielerin
- Kment, Martin (* 1975), deutscher Rechtswissenschaftler und Hochschullehrer
- Kment, Max (1920–2011), österreichischer Designer
- Kment, Petr (1942–2013), tschechoslowakischer Ringer
- Kment, Wilhelm (1914–2002), österreichischer Fußballspieler und Fußballtrainer
- Kmentt, Waldemar (1929–2015), österreichischer Opernsänger (Tenor)
- Kmentt-Montandon, Grete (1893–1986), österreichische Malerin und Grafikerin
- Kmeť, Andrej (1841–1908), slowakischer Seelsorger und Botaniker
- Kmet, Cole (* 1999), US-amerikanischer American-Football-Spieler
- Kmeť, Matúš (* 2000), slowakischer Fußballspieler
- Kmet, Stane (1893–1968), jugoslawischer Skilangläufer
- Kmeť, Tomáš (* 1981), slowakischer Volleyballspieler
- Kmetec, Marko (* 1976), slowenischer Fußballspieler
- Kmetec, Martin (* 1956), slowenischer Ordensgeistlicher, römisch-katholischer Erzbischof von Izmir
- Kmeťko, Karol (1875–1948), slowakischer römisch-katholischer Bischof
- Kmetovski, Ljupčo (* 1972), nordmazedonischer Fußballtorhüter
- Kmetsch, Sven (* 1970), deutscher Fußballspieler
- Kmetty, János (1889–1975), ungarischer Maler
- Kmety, György (1813–1865), ungarischer General

### Kmg
- KMG the Illustrator († 2012), US-amerikanischer Rapper

### Kmi
- Kmiec, Edward Urban (1936–2020), US-amerikanischer Geistlicher, römisch-katholischer Bischof
- Kmieć, Helena (1991–2017), polnische katholische Missionarin, Mordopfer
- Kmiecik, Henryk (1953–2023), polnischer Politiker (Ruch Palikota), Mitglied des Sejm
- Kmiecik, Kamila (* 1988), polnische Fußballspielerin
- Kmiecik, Kazimierz (* 1951), polnischer Fußballspieler
- Kmietczyk, Dieter (* 1949), deutscher Politiker
- Kmiť, Jaroslav (* 1979), slowakischer Eishockeyspieler
- Kmita Sobieński, Piotr (1477–1553), polnischer Adeliger und Staatsmann

### Kmo
- Kmoch, František (1848–1912), tschechischer Komponist und Dirigent
- Kmoch, Hans (1894–1973), österreichischer Schachspieler
- Kmoch, Hans Georg (1920–1967), deutscher Acker- und Pflanzenbauwissenschaftler
- Kmoch, Jan (* 1951), tschechischer Fußballtrainer
- Kmoch, Ladislaus (1897–1971), österreichischer Karikaturist und Comiczeichner
- Kmoch, Manfred (1925–1979), österreichischer Heimatforscher
- Kmölniger, Elisabeth (1947–2018), österreichische Comiczeichnerin und -autorin

### Kmu
- Kmunke, Rudolf (1866–1918), österreichischer Architekt und Forschungsreisender